# Ken Anderson (Politiker)

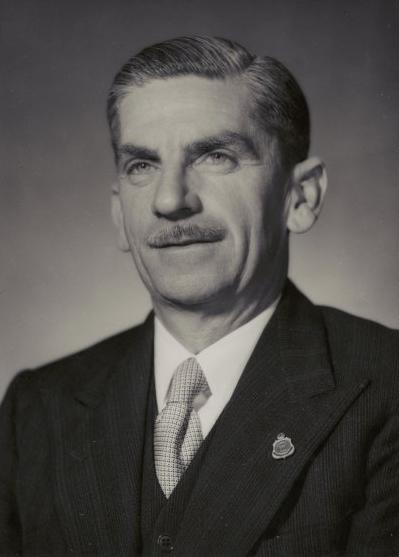
Ken Anderson (1951)

Kenneth „Ken“ McColl Anderson, KBE (* 11. Oktober 1909 auf See vor Adelaide, South Australia; † 29. März 1985 in Lane Cove, Sydney) war ein australischer Politiker der Liberal Party of Australia (LP), der unter anderem zwischen 1953 und 1975 Mitglied des Senats sowie mehrmals Minister war.

## Leben

### Versicherungsmakler, Zweiter Weltkrieg und Kommunalpolitiker
Kenneth „Ken“ McColl Anderson war das fünfte von sechs Kindern des aus Schottland eingewanderten Maklers David More Anderson, der später Bürgermeister von Ryde sowie zwischen 1920 und 1930 Mitglied der New South Wales Legislative Assembly war, und dessen zweiter in Sydney geborenen Ehefrau Florence May McWhirter. Er selbst besuchte zunächst die Ryde Public School sowie daraufhin die Petersham Boys Intermediate School und arbeitete bis zu Weltwirtschaftskrise als Versicherungsangestellter. Anschließend folgte er seinem Vater in das Immobiliengeschäft in Eastwood und kaufte später die größere Agentur J. G. Stone & Co. in West Ryde, in der er sich als Auktionator und Immobiliengutachter qualifizierte. Nachdem er als Funker in der Miliz gedient hatte, trat er während des Zweiten Weltkrieges am 2. Juli 1940 in die Australian Imperial Force (2nd AIF) ein. Innerhalb der kommenden fünfzehn Monate wurde er als Leutnant in der Fernmeldetruppe der 8th Division eingesetzt und diente bis zur japanischen Invasion der Malaiischen Halbinsel. Beim Fall von Singapur geriet er am 15. Februar 1942 in japanische Kriegsgefangenschaft, die er im Kriegsgefangenenlager Changi verbrachte. Später wurde er als Zwangsarbeiter beim Bau der Thailand-Burma-Eisenbahn eingesetzt. Nach der Kapitulation Japans kehrte er nach seiner Freilassung im September 1945 nach Australien zurück und wurde am 4. Dezember 1945 Reserveoffizier.
Nach Kriegsende war Anderson wie zuvor sein Vater von 1949 bis 1950 Bürgermeister von Ryde und wurde am 17. Juni 1950 für die Liberal Party of Australia (LP) im Wahlkreis Ryde in die gesetzgebende Versammlung von New South Wales (New South Wales Legislative Assembly) gewählt. In den Jahren von 1949 bis 1951 war er auch Mitglied des Grafschaftsrates von Cumberland County (Cumberland County Council), dem statutarischen Gremium zur Kontrolle der Planung des wachsenden Sydney. Zu dieser Zeit veräußerte er seine Immobilienagentur, um sich auf seine politische Karriere zu konzentrieren. Er engagierte sich ferner von 1951 bis 1953 als Präsident des Ryde Bowling Club.

### Senator und Minister

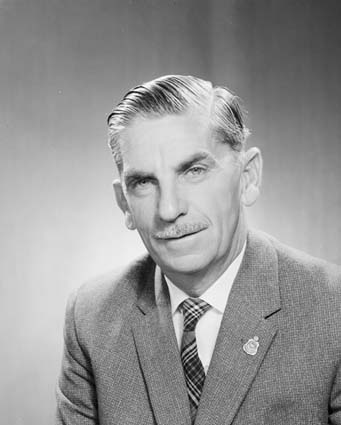
Ken Anderson (1962)

Er wurde bei den Wahlen im Bundesstaat New South Wales am 14. Januar 1953 besiegt, aber am 9. Mai 1953 zum Mitglied des Senats gewählt, nachdem er den amtierenden Senator John Tate und den ehemaligen Premierminister von New South Wales Sir Bertram Stevens, bei der Vorauswahl der Liberalen Partei besiegt hatte. In seiner ersten Rede vor dem Senat am 16. September 1953 hatte er erklärt: „Ich möchte einfach alles tun, was in meiner Macht steht, um meinen Mitmenschen zu helfen“ („I just want to do whatever is within my power to help my fellow man“).
Im Senat war er Mitglied von verschiedenen Ausschüssen und von 1959 bis 1960 Vorsitzender des Auswahlausschusses für Straßenverkehrssicherheit (Select Committee on Road Safety ). Ironischerweise wurde er später bei zwei Verkehrsunfällen verletzt. Er war darüber hinaus zwischen 1961 und 1964 als Vorstandsvorsitzender des Ryde District Soldiers’ Memorial Hospital tätig. Als Premierminister Robert Menzies am 10. Juni 1964 sein achtes Kabinett umbildete, wurde Anderson zum Minister für Zölle und Verbrauchssteuern (Minister for Customs and Excise) ernannt. Diese Ministeramt bekleidete er auch in der Regierung Holt I (26. Januar 1966 bis 14. Dezember 1966), der Regierung Holt II (14. Dezember 1966 bis 19. Dezember 1967), im Kabinett McEwen (19. Dezember 1967 bis 10. Januar 1968) sowie in der Regierung Gorton I (10. Januar 1968 bis 28. Februar 1968). Nach Bildung der Regierung Gorton II übernahm er am 28. Februar 1968 den Posten als Minister für Versorgung (Minister for Supply) und verblieb in dieser Funktion auch in der Regierung Gorton III (12. November 1969 bis 10. März 1971) sowie ab dem 10. März 1971 ebenfalls in der Regierung McMahon. Er war zugleich zwischen 1968 und 1972 als Leader of the Liberal Party in the Senate Vorsitzender der Regierung im Senat. Am 23. Oktober 1970 wurde er zum Knight Bachelor (Kt) geschlagen und trug seither den Namenszusatz „Sir“. Im Zuge einer Umbildung der Regierung McMahon wurde er am 2. August 1971 Gesundheitsminister (Minister for Health) und bekleidete dieses Ministeramt bis zum 5. Dezember 1972, nachdem die Koalition aus Liberal Party und Country Party zuvor bei den Wahlen vom 2. Dezember 1972 eine Niederlage gegen die Australian Labor Party (ALP) erlitten hatte. Im Wesentlichen war Anderson ein konservativer Mann, doch seine calvinistischen presbyterianischen Prinzipien gaben ihm ein soziales Gewissen, das ihn als Gesundheitsminister dazu veranlasste, Maßnahmen zur Liberalisierung der Zensur einzuführen, ein neues System für pharmazeutische Leistungen auszuhandeln und neue Finanzierungsmodalitäten für Pflegeheime zu entwickeln. Am 1. Januar 1972 wurde er ferner zum Knight Commander des Order of the British Empire (KBE) geschlagen. Im Anschluss war er bis zu seinem Ausscheiden aus dem Senat am 11. November 1975 wieder Mitglied verschiedener Ausschüsse. Ferner fungierte er zwischen 1976 und 1978 als Vorsitzender der Liberalen Partei in New South Wales.
Am 17. Juni 1936 heiratete er in der presbyterianischen Kirche in Meadowbank die Kassiererin Madge Martha Merrion. Aus dieser Ehe ging eine Tochter hervor. Er verstarb an den Folgen der Alzheimer-Krankheit in einem Pflegeheim in Lane Cove.